# أكاديمية دارتون
أكاديمية دارتون، كلية دارتون سابقًا، هي أكاديمية مختلطة تقع في قرية دارتون في مدينة متروبوليتان بورو أوف بارنسلي بمقاطعة ساوث يوركشاير، إنجلترا.
توفر الأكاديمية التعليم لأكثر من 1200 تلميذ في الصفوف من عمر 7 إلى 11 سنة. تم الاستيلاء على الأكاديمية من قبل صندوق أكاديمية دلتا في أكتوبر 2018 بعد وضعها في تدابير خاصة في أكتوبر 2017.

## التاريخ
افتتحت مدرسة دارتون هول الثانوية في قرية دارتون في عام 1935، حيث وفرت التعليم العالي لـ 560 تلميذاً من كلا الجنسين. في عام 1957، تم افتتاح المباني في موقع كيكسبورو الحالي، والذي أصبح فيما بعد حرمًا للأولاد مع بقاء الفتيات في دارتون.
في السبعينيات، أدت الاستعدادات للتغييرات في التعليم الشامل في المنطقة ومنها رفع سن مغادرة المدرسة، إلى تطورات كبيرة في حرم كيكسبورو. استوعبت المدرسة 1100 تلميذ، حيث قضى أول عامين في دارتون قبل الانتقال إلى كيكسبورو.

## حرم الكلية
تقع المدرسة إلى الشمال الغربي من بارنسلي في قرية كيكسبورو، على حافة الريف المفتوح على بعد حوالي ميل واحد من تقاطع 38 من الطريق السريع M1. تم افتتاح مبنى جديد مبتكر على أحدث طراز في فبراير 2011، كجزء من برنامج الحكومة لبناء المدارس من أجل المستقبل، وتم تغيير اسم المدرسة إلى كلية دارتون.

## منهاج دراسي
منذ عام 2005، كانت المدرسة متخصصة في العلوم الإنسانية. استمرت في تقديم منهج كامل وفقًا للمنهج الوطني لجميع الطلاب.

## عمليات التفتيش أوفستيد
في يناير 2010 ، تم فحص كلية دارتون من قبل مكتب المعايير في التعليم خدمات الأطفال ومهاراتهم (أوفستيد)، الذي صنف المدرسة بالصف الرابع (غير مناسب) بشكل عام ووضعها في إجراءات خاصة. في تفتيش لاحق بيونيو 2013 حكم المكتب أن المدرسة كانت من الدرجة الثانية (جيد).

## روابط خارجية
- موقع كلية دارتون
- كلية دارتون ، تقارير Ofsted 2001-2013